# Wall Challenger 1978
Il Wall Challenger 1978 è stato un torneo di tennis facente parte della categoria ATP Challenger Series nell'ambito dell'ATP Challenger Series 1978. Il torneo si è giocato a Wall negli Stati Uniti dal 30 luglio al 5 agosto 1978 su campi in cemento.

## Vincitori

### Singolare
Johan Kriek ha battuto in finale  Matt Mitchell con il punteggio di 6–1, 7–6

### Doppio
Peter Rennert /  Kevin Curren hanno battuto in finale  Jai Di Louie /  Haroon Ismail con il punteggio di 6–3, 6–2